# Fiat 500L
La Fiat 500L est un monospace du constructeur automobile italien Fiat, présentée officiellement au salon de l'automobile de Genève 2012, dont la production a débuté dans l’usine serbe de Kragujevac le 28 juin 2012 et commercialisée en septembre 2012.
Ce modèle succède à la Fiat Idea tout en permettant au constructeur turinois de surfer sur le succès de sa petite Fiat 500 (2007).
La 500L utilise un certain nombre de composants mécaniques éprouvés issus de la Fiat Grande Punto et remet au goût du jour le concept cher à Fiat : l’architecture « cab forward » apparue avec la fameuse Fiat 600 Multipla de 1956.
La commercialisation en France est stoppée en janvier 2022, faute de ventes suffisantes.

## Histoire

### Le projet d’origine «L0»
Fiat 500L est le nom commercial donné à un projet qui, jusqu’à sa présentation officielle dans sa version définitive a toujours été identifiée L0 ou Ellezero.
Le constructeur italien a commencé à évoquer le modèle « L0 » en avril 2010 lorsque Fiat a publié son plan produit 2010-2014.
La direction de Fiat le présente comme un futur monospace compact, mais il était évident que c’était le remplaçant des Fiat Idea et Lancia Musa. Il a même été annoncé que ce modèle serait décliné en 2 versions, une à 5 places et l’autre à 7 places car cette dernière serait destinée particulièrement à l’exportation vers les marchés d’Amérique du Nord. Cette donnée a fait croire à la presse spécialisée que la « Ellezero » allait également remplacer la Fiat Multipla de 1998.
La production de ce modèle avait été prévue dans l’usine Fiat de Mirafiori là où étaient déjà fabriqués les monospace Fiat Idea, Lancia Musa et Fiat Multipla. En raison des nombreux différends entre la société Fiat et le syndicat extrémiste FIOM sur le projet « Fabbica Italia Pomigliano », la direction de Fiat décida de déplacer sa fabrication dans sa nouvelle usine serbe Zastava de Kragujevac afin de ne pas mettre en danger la production d’un modèle aussi important que la « L0 ». Cela permit également de démontrer le manque de sérieux de ce syndicat très politisé[non neutre].

## La production à Kragujevac
En quelques heures Sergio Marchionne officialisera sa décision de transférer la production de la « Ellezero » dans l’usine serbe de Kragujevac. Cet établissement était bien connu du constructeur italien, ancien site de Zastava qui fut le partenaire de Fiat en ex-Yougoslavie depuis 1950. Fiat avait même largement contribué à la conception et à la construction de ce site industriel lourdement endommagé par les bombardements de l’OTAN pendant la guerre de Yougoslavie. Après le rachat de Zastava par Fiat, l’usine a été rasée et entièrement reconstruite avec un investissement total de un milliard d’euros.

## Présentation
La Fiat 500L (code usine ZFA 199L) est présentée sous son nom définitif début février 2012 sur le site web du constructeur. La présentation officielle de la voiture intervient au Salon de l’automobile de Genève en mars de la même année. Il s’agit d’un petit monospace avec 4,15 m de longueur et se caractérise par un capot très court et un maximum d’espace intérieur.
Cependant, la Fiat 500L est conçue pour être un modèle polyvalent, destiné aux marchés les plus exigeants comme l’Amérique du Nord et l’Europe. Elle fait partie de la «famille 500».
La gamme Fiat 500L s’est enrichie d’une version allongée à 7 places nommée Fiat 500L Living, et d’une version Trekking, dérivé baroudeur à système Traction+ en 2013.
Depuis le restylage de 2017, elle adopte une nouvelle dénomination. Elle est parfois appelée par la marque 500L Urban Look, pour se différencier de la Fiat 500L Cross au style plus baroudeur. Elle reçoit des feux de jour à LED, des baguettes chromées surplombant les feux antibrouillard sur le bouclier avant et les optiques sont légèrement étirées.

### Caractéristiques techniques

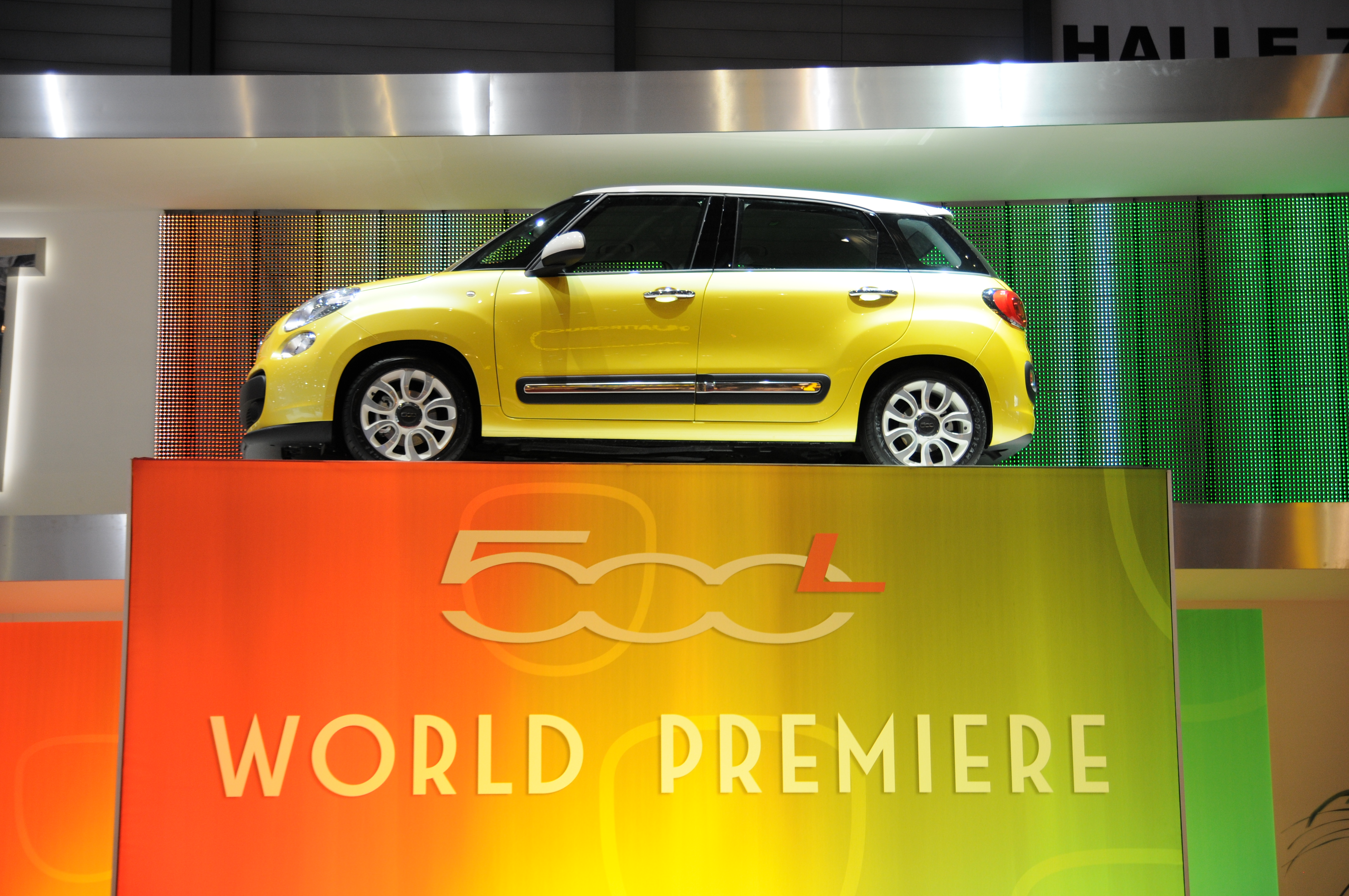
Présentation de la Fiat 500L au Salon de Genève 2012

Basée sur la plate-forme « Small » de Fiat, qui a vu sa première utilisation avec la Fiat Grande Punto, mais qui a beaucoup évolué depuis son lancement en 2005 a été ensuite utilisée pour le Fiat Doblò, a été encore améliorée pour la 500L qui est plus longue et plus large, mais pour s’adapter au concept « Cab Forward ».

### Design
Le 500L apporte différentes solutions esthétiques et techniques très caractéristiques, l’esthétique, le style, le choix des volumes et l’ergonomie. Les rappels à la 500 sont évidents comme ceux à la nouvelle Panda de 2012.
L'équipe chargée du design de la 500L déclare s'être inspirée de la Villa Savoye du Corbusier.

### Motorisations
| Modèle       | Disponibilité | Moteurs | Cylindrée (cm³) | Puissance kW / (ch) à tr/min | Couple maxi (N m) à tr/min | Émissions CO2 (g/km) | 0–100 km/h (secondes) | Vitesse maxi (km/h) | Consommation (l/100 km) |
| 0.9 TwinAir  | 2012          | Essence | 875             | 77 kW (105 ch) à 5 500       | 145 à 2 000                | 112                  | 12,3                  | 180                 | 4,8                     |
| 1.4          | 2012          | Essence | 1368            | 70 kW (95 ch) à 6 000        | 127 à 4 500                | 145                  | 17,6                  | 155                 | 8,9                     |
| 1.3 Multijet | 2012          | Diesel  | 1248            | 62 kW (85 ch) à 3 500        | 200 à 1 500                | 110                  | 14,9                  | 165                 | 4,2                     |
| 1.6 Multijet | 2013          | Diesel  | 1598            | 77 kW (105 ch) à 3 700       | 320 à 1 750                | 117                  | 11,3                  | 181                 | 4,5                     |

Pour le marché nord américain Fiat Powertrain Technologies a mis au point un moteur 1,4 litre développant 160 ch.

## Finitions
- Urban
- City Cross
- Wagon
- Sport

### Séries spéciales
- Urban Kids
- Rosso Amore Edizione
- 120th Anniversary

## Autres variantes

### Fiat 500L Living
La Fiat 500L Living est une version allongée de la Fiat 500L. Produite à ses côtés en Serbie à Kragujevac, elle a été présentée à la presse le 4 juillet 2013 et est commercialisée depuis septembre 2013. Elle est appelée 500L MPW au Royaume-Uni.
Au restylage de 2017, elle change de nom. Elle s'appelle à partir de ce moment 500L Wagon (y compris au Royaume-Uni),.
La carrière de la 500L Wagon s'arrête prématurément sur certains marchés d'export : mi-2018 au Royaume-Uni, et fin 2019 en France.
La commercialisation du 500L Wagon s'arrête finalement en 2021, avec le retrait de ce modèle de la gamme de Fiat en Italie.

#### Description
La Fiat 500L Living est le plus petit monospace à 7 places du marché européen (il existe des modèles à 7 places plus courts en Asie comme la Toyota Sienta). La 500L Living permet à Fiat de donner une (lointaine) succession à son Multipla, disparu du catalogue en 2010, en espérant profiter du capital sympathie procuré par la Fiat 500 vendue depuis 2007.
Ce modèle reprend logiquement la plate-forme de la Fiat 500L, allongée au niveau du porte-à-faux arrière, plate-forme étudiée pour la remplaçante de la Fiat Grande Punto qui devrait voir le jour en 2016.

#### Motorisations
| Modèle       | Disponibilité | Moteurs     | Cylindrée (cm³) | Puissance kW (ch) @ tr/min                    | Couple Maxi (N m)         | Émissions CO2 (g/km) | 0–100 km/h (secondes) | Vitesse maxi (km/h) | Consommation (l/100 km) |
| 0.9 TwinAir  | 2013          | Essence     | 875             | 77 kW (105 ch) à 5 500                        | 145 à 2 000               | 112                  | 12,8                  | 180                 | 5,0                     |
| 1.4 T-Jet    | 2014          | Essence     | 1368            | 88 kW (120 ch) à 5 000                        | 215 à 2 500               | 162                  | 10,6                  | 189                 | 7,0                     |
| 0.9 TwinAir  | 2013          | GNV-Essence | 875             | 59 kW (80 ch) à 5 500 - 62 kW (85 ch) à 5 500 | 140 à 2 500 - 145 à 2 000 | 105 - 137            | 16,3 - 15             | 163 - 167           | 3,9 kg - 5,9            |
| 1.3 Multijet | 2013          | Diesel      | 1248            | 62 kW (85 ch) à 3 500                         | 200 à 1 500               | 110                  | 15,4                  | 165                 | 4,2                     |
| 1.6 Multijet | 2013          | Diesel      | 1598            | 77 kW (105 ch) à 3 700                        | 320 à 1 750               | 117                  | 11,8                  | 181                 | 4,5                     |
| 1.6 Multijet | 2014          | Diesel      | 1598            | 88 kW (120 ch) à 3 750                        | 320 à 1 500               | 120                  | 10,9                  | 189                 | 4,6                     |

### La Fiat 500L Trekking

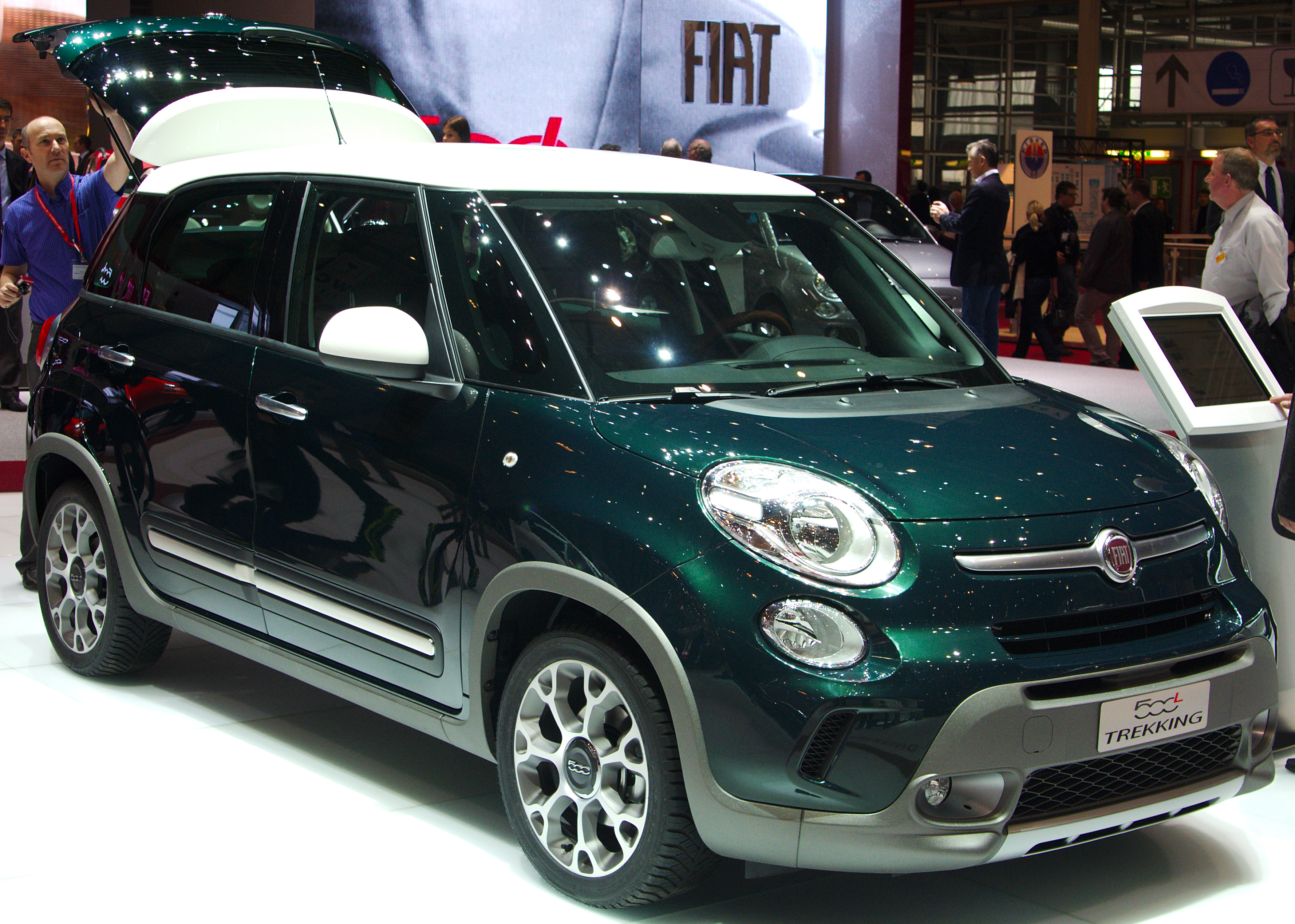

Le 4 juillet 2013, Fiat Auto a débuté la commercialisation de la version "baroudeuse" légèrement surélevée de la 500L permettant d'accueillir 5 personnes, la 500L Trekking.
Elle se distingue immédiatement par ses pare-chocs et protections latérales de grandes dimensions et sa garde au sol de 145 mm pour lui permettre les parcours "tous chemins". De plus, elle dispose du dispositif breveté par Fiat, "Traction plus", qui à une vitesse inférieure à 30 km/h, augmente le pouvoir d'adhérence sur la neige, la glace ou toute surface boueuse. Le système se comporte comme un différentiel autobloquant couplé à l'ABS/ESP pour transférer le couple moteur sur la roue avec la meilleure adhérence. La 500L Trekking reprend la caisse de la 500L et offre 5 places.
L'équipement intérieur est très semblable à la version 500L normale avec la commande de boîte de vitesses haute, comme sur toutes les Fiat de petite taille et les utilitaires comme le Doblò ou le Ducato.
En 2017, elle change de nom en France pour devenir Fiat 500L Weekend. Lors du restylage, elle change de nouveau d'appellation pour s'appeler 500L Cross. Quelques mois plus tard, la filiale française modifie une nouvelle fois le nom de cette déclinaison, qui devient Fiat 500L City Cross. En 2019, alors qu'elle est la dernière version de la 500L encore commercialisée en France (par le biais de la finition Sport, qui dérive de la 500L City Cross), la 500L City Cross devient 500L "tout court". Le modèle cesse d'être commercialisé en France à partir de janvier 2022.

## Ventes
En février 2018, l'usine de Kragujevac en Serbie fête les 500 000 exemplaires produits depuis 2012. La 500L connait un succès particulièrement important dans ce même pays, où elle est le seul modèle fabriqué localement à cette époque. Elle est le véhicule automobile le plus vendu de Serbie en 2013 et de 2015 à 2017,.